# Mount Marsabit
Mount Marsabit är ett berg i Kenya. Det ligger i den centrala delen av landet, 400 km norr om huvudstaden Nairobi. Toppen på Mount Marsabit är 1 707 meter över havet. Mount Marsabit ingår i Res Fila.
Terrängen runt Mount Marsabit är huvudsakligen kuperad, men åt nordost är den platt. Mount Marsabit är den högsta punkten i trakten. Runt Mount Marsabit är det ganska glesbefolkat, med 42 invånare per kvadratkilometer. Närmaste större samhälle är Marsabit, 3,3 km öster om Mount Marsabit. Omgivningarna runt Mount Marsabit är i huvudsak ett öppet busklandskap.